# Paspalum cromyorhizon
Paspalum cromyorhizon là một loài thực vật có hoa trong họ Hòa thảo. Loài này được Trin. ex Döll mô tả khoa học đầu tiên năm 1877.